# (1098) Hakone
(1098) Hakone – planetoida z pasa głównego asteroid okrążająca Słońce w ciągu 4 lat i 152 dni w średniej odległości 2,69 au. Została odkryta 5 września 1928 roku w obserwatorium w Tokio przez Okuro Oikawę. Nazwa planetoidy pochodzi od japońskiej miejscowości Hakone. Przed nadaniem nazwy planetoida nosiła oznaczenie tymczasowe (1098) 1928 RJ.